# Rhynchina sigillata
Rhynchina sigillata là một loài bướm đêm trong họ Erebidae.